# 谷仓墓地
谷仓墓地（英語：Granary Burying Ground）是美国麻薩諸塞州波士顿市第三个最早的墓地，成立于1660年。它坐落在Tremont大街，是许多杰出美國獨立戰爭时期爱国者的安息地，其中包括三个独立宣言签署人， Paul Revere，和五个波士顿大屠杀遇难者。此墓地有2,345座坟墓，但是历史学家预计则有5,000人埋在这里。墓地临近公园街教堂，在萨福克大学法学院对面。
公墓的埃及复兴建筑式大门和栅栏由波士顿建筑师Isaiah Rogers设计，他同时也在新港的Touro墓地设计了个相同的大门。

## 历史
此墓地是第三个建在波士顿市的墓地，在1660年建成。东边隔一个街区的国王礼拜堂墓地，是本市的第一块墓地，但因为无法满足城市的人口增长，所以就有了墓地新址的需求。现在公园街教堂的位置从前是谷仓楼，早期这片区域被称作南墓地，直到1737年，才取了谷仓楼的名字。1830年5月，这片区域种上了树，并且尝试将名字改为“富兰克林公墓”，以纪念本杰明·富兰克林家族，不过努力失败。

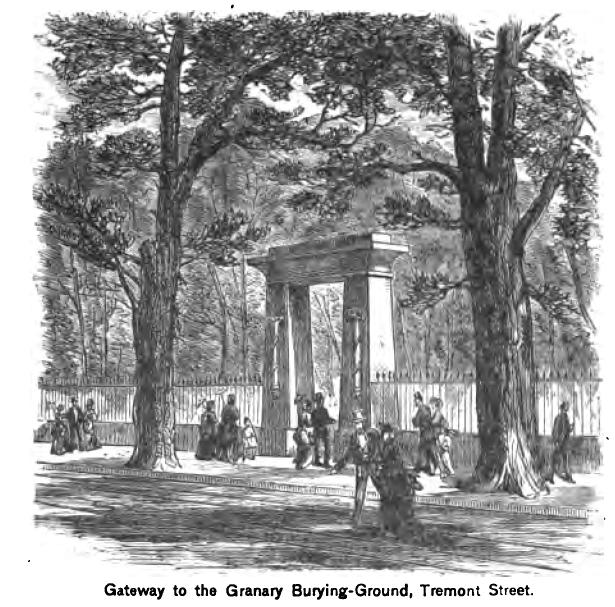
约1881年的谷仓墓地入口，那时还存在有现在消失的欧洲榆树

此墓地原来波士顿公园的一部分，当时墓地占据了整块街区，但是公墓建成两年后，街区的西南部分就被用做了公共建筑，其中有谷仓和感化所，北部就用做了住房。
坟墓最初在房产的后面，1717年5月15日，通过占用部分东侧部分高速公路（如今的Tremont大街）来扩建墓地的决议，通过了市镇投票。扩建1720年开始执行，当年有15个墓地建成，并分配给了一些波士顿家庭。
墓地的特色之一为Tremont大街上面向它的11棵成排的欧洲榆树（现在消失了）。榆树由少校Adino Paddock和John Ballard种在1762年，到1856年时，树木周长已有10尺长。榆树下的人行道被称为“Paddock的林荫道。”但是，讽刺的是，虽然入口是被大榆树荫蔽了，但是墓地却没有任何树木，1830的大型整改后，一些树才种植在墓地四处。此地在1840年再次整改，此次在Tremont大街侧修建了铁篱，铁篱由波士顿建筑师Isaiah Rogers设计，花费5,000美元，一半由市政府出资，一半由公共认购募得。Rogers设计了一个相同的埃及复兴时期大门给新港的Touro公墓。
2009年1月，一个从前尚未被知道的地窖被一个自助游游客发现，她在通过墓地时掉到地面下的一条通向地窖的楼梯。楼梯之前被石板盖住，不过由于年代久远，石板最终垮掉。游客没有受伤，也没有接触到任何人类遗骸。据报道，地窖面积为8*12英尺，结构完整。这里可能是1732-1733年波士顿行政委员Jonathan Armitage的休息室。波士顿市官员2011年5月宣布了30万美元的翻新工程，意为修复重建此历史遗址，其中包括拓宽公墓内的路径和修建新观察点。资金分别由两个机构分担，自由之路基金会提供12.5万元，市政府提供余下金额。

## 纪念物和碑文
1827年为富兰克林亲属建立的方尖碑在此墓地最为显眼，他本人在波士顿出生，埋葬于费城。他父亲是乔赛亚·富兰克林，来自英格兰北安普敦郡艾克顿，他母亲Abiah生于楠塔基特，是乔赛亚的第二任妻子。建造方尖碑的花岗岩采自邦克山采石场，此碑用来替代富兰克林家族状况已经很差的墓碑。新纪念碑在1827年6月15日落成。
此院子里最老的墓碑在富兰克林纪念碑旁边，此墓碑为纪念John Wakefield，他死于1667年6月18日，52岁。墓地建成到第一块墓碑安置之间为何有7年的间隔，原因仍然不明。
1770年3月5日发生的波士顿屠杀中死亡的美国人的骨灰埋葬在靠近Tremont大街入口的地方。19世纪初，1800年代，墓碑被排成直线，以符合19世纪关于秩序的理念，同时也是为了适应现代的草地维护（方式）（如割草机）。

## 著名墓葬

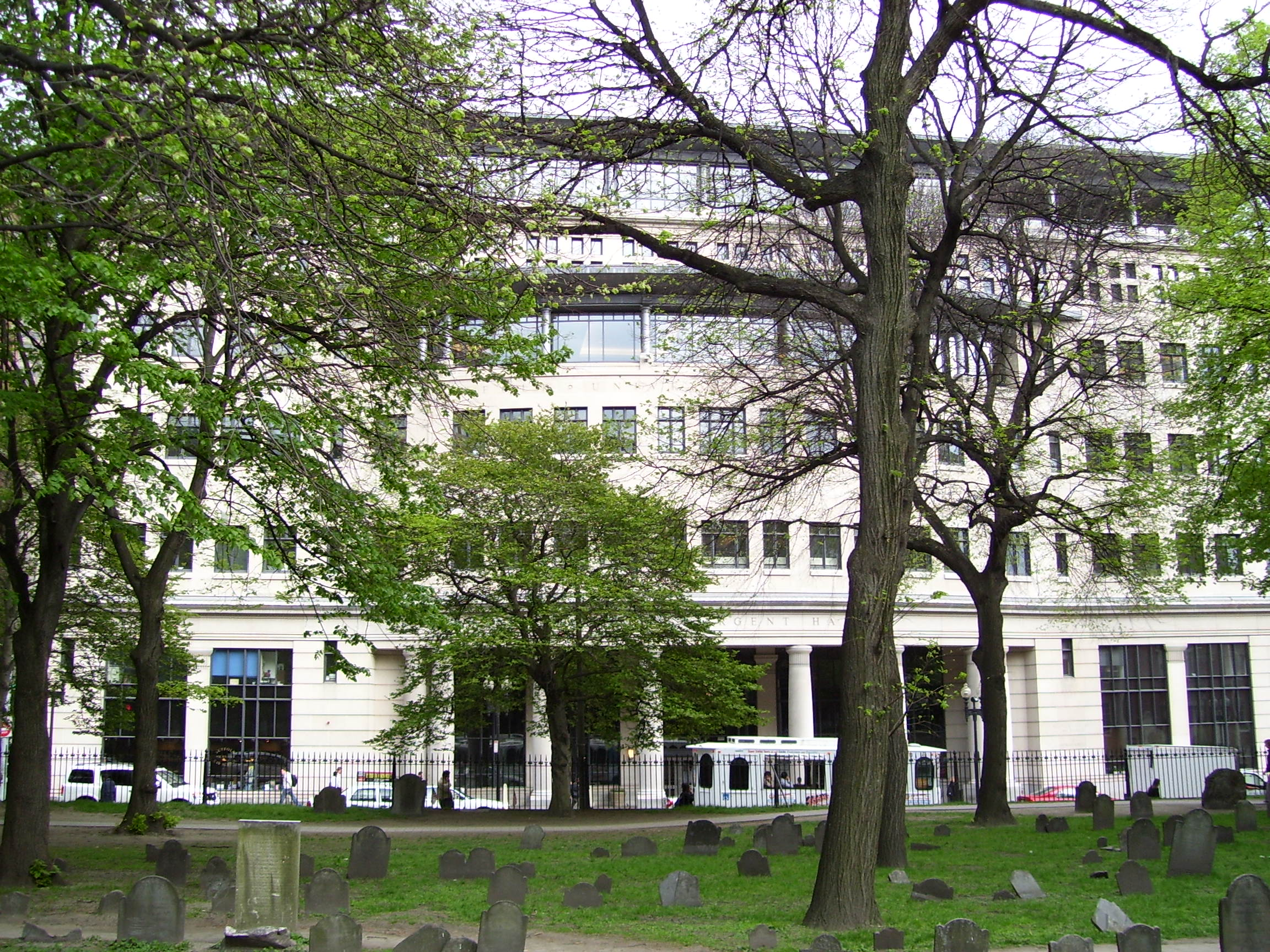
谷仓墓地和街对面的萨福克法学院

- 约翰·菲利普斯 (1770–1823)，波士顿第一任市长
- 塞缪尔·亚当斯 (1722–1803)，政治家，独立宣言签署人
- Crispus Attucks (1723–1770)波士顿屠杀中的非裔美国人遇难者，与其他四个遇难者和一个屠杀前11天被害的男孩Christopher Seider共用一块坟墓
- 彼得·法尼尔(1700–1743)，法尼尔厅捐资人
- 本杰明·富兰克林的家庭成员，但无他本人，他埋葬在宾夕法尼亚费城
- Mary Goose(1665–1758)，并不像[11]当地人的说法那样，是第一个鹅妈妈（其他鹅妈妈故事早在17世纪之前就有了，1650年[12]，鹅妈妈的名字在法国已经相当熟悉，新大陆上鹅妈妈故事的首次公开出现在1786年。[13]）
- Jeremiah Gridley (1702–1767)，律师，1761年援助令状（writs of assistance）的辩护人
- 约翰·汉考克 (1737–1793)，政治家，独立宣言签署人
- James Otis (1725–1783) (1725–1783)，律师，革命战争爱国者
- Robert Treat Paine 罗伯特·崔特·潘恩 (1731–1814)，独立宣言签署人
- Paul Revere (1735–1818), 银匠，革命战争时期爱国者
- Increase Sumner (1746–1799)，第五任马萨诸塞州州长
- Nathan Webb (1705–1772)，马萨诸塞公理教会牧师，在大觉醒时期开始任职，长达41年
- Benjamin Woodbridge (1708–1728)，波士顿首次决斗的死者[14]
- Samuel Sewall (1652–1730)萨勒姆女巫审判（Salem Witch trials）法官
- John Smibert (1688–1751) 苏格兰裔美国艺术家
- John Endecott (约1588–1665年3月15)，马萨诸塞湾殖民地第一任总督（他的墓碑已被损毁，多年来有个错误的想法认为他埋在国王礼拜堂墓地。但最近的证据最终表明，他埋在谷仓墓地189号墓）

## 图片

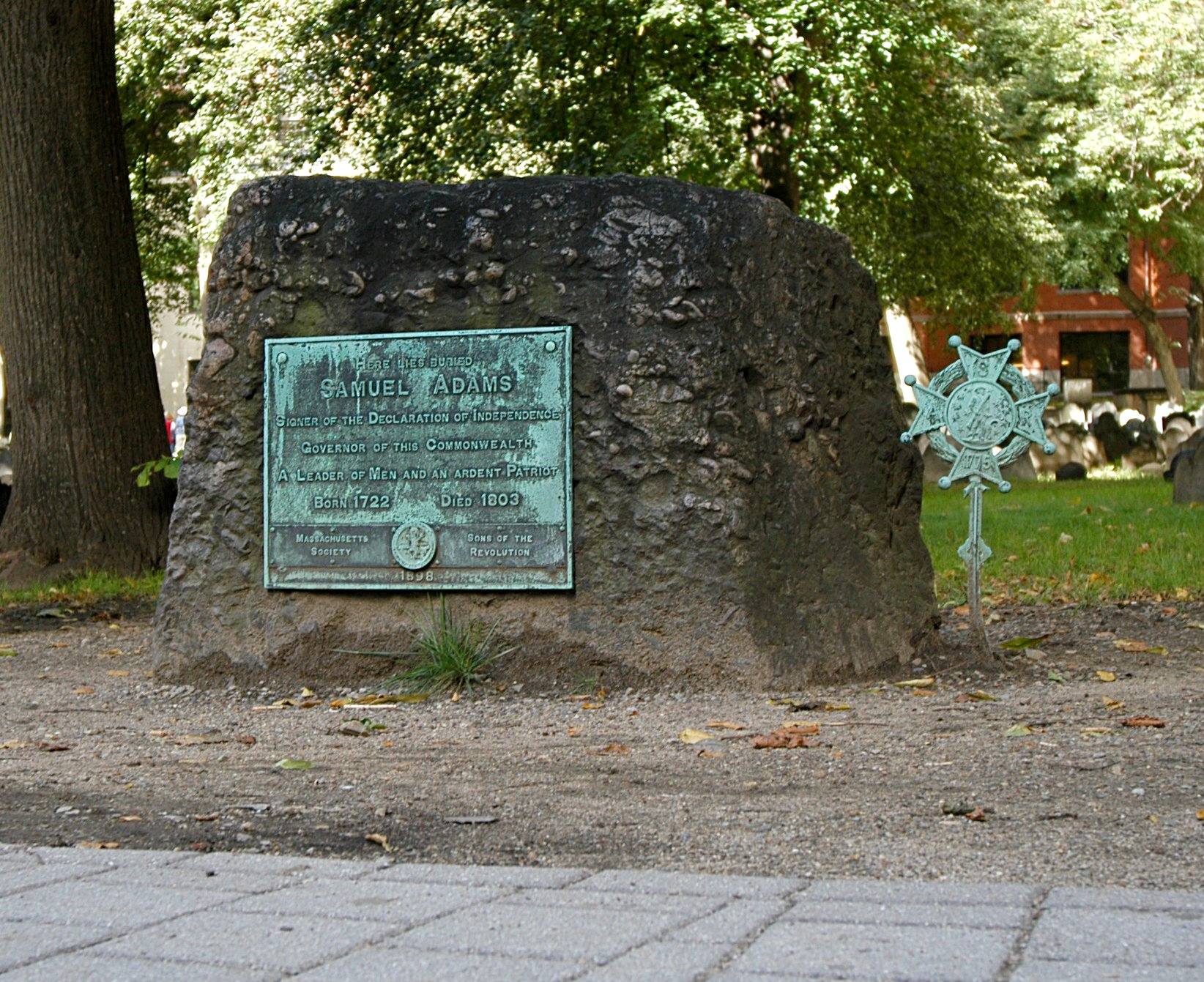
塞缪尔·亚当斯之墓
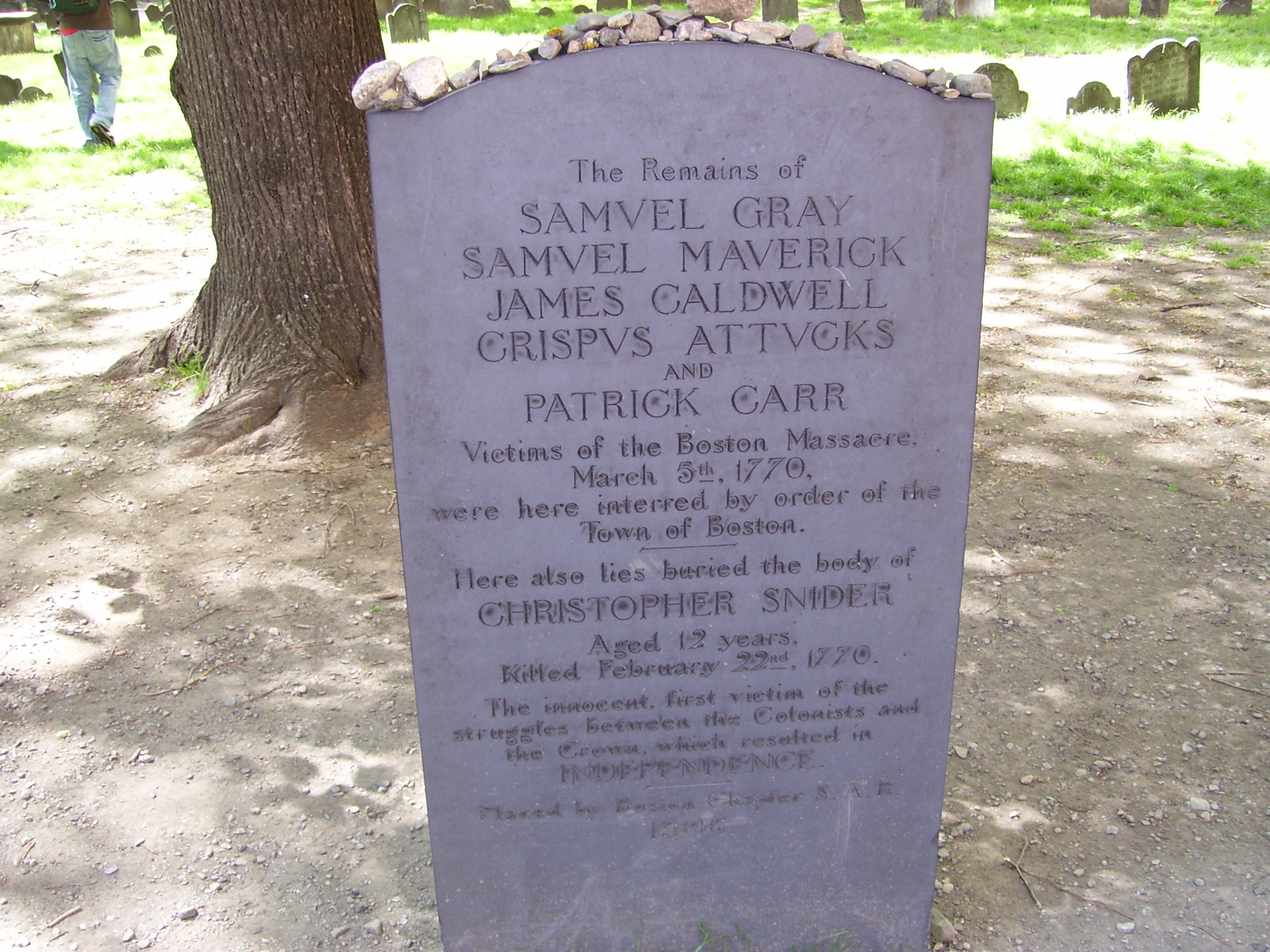
Crispus Attucks, Christopher Sider, 和其他波士顿大屠杀中的遇难者墓
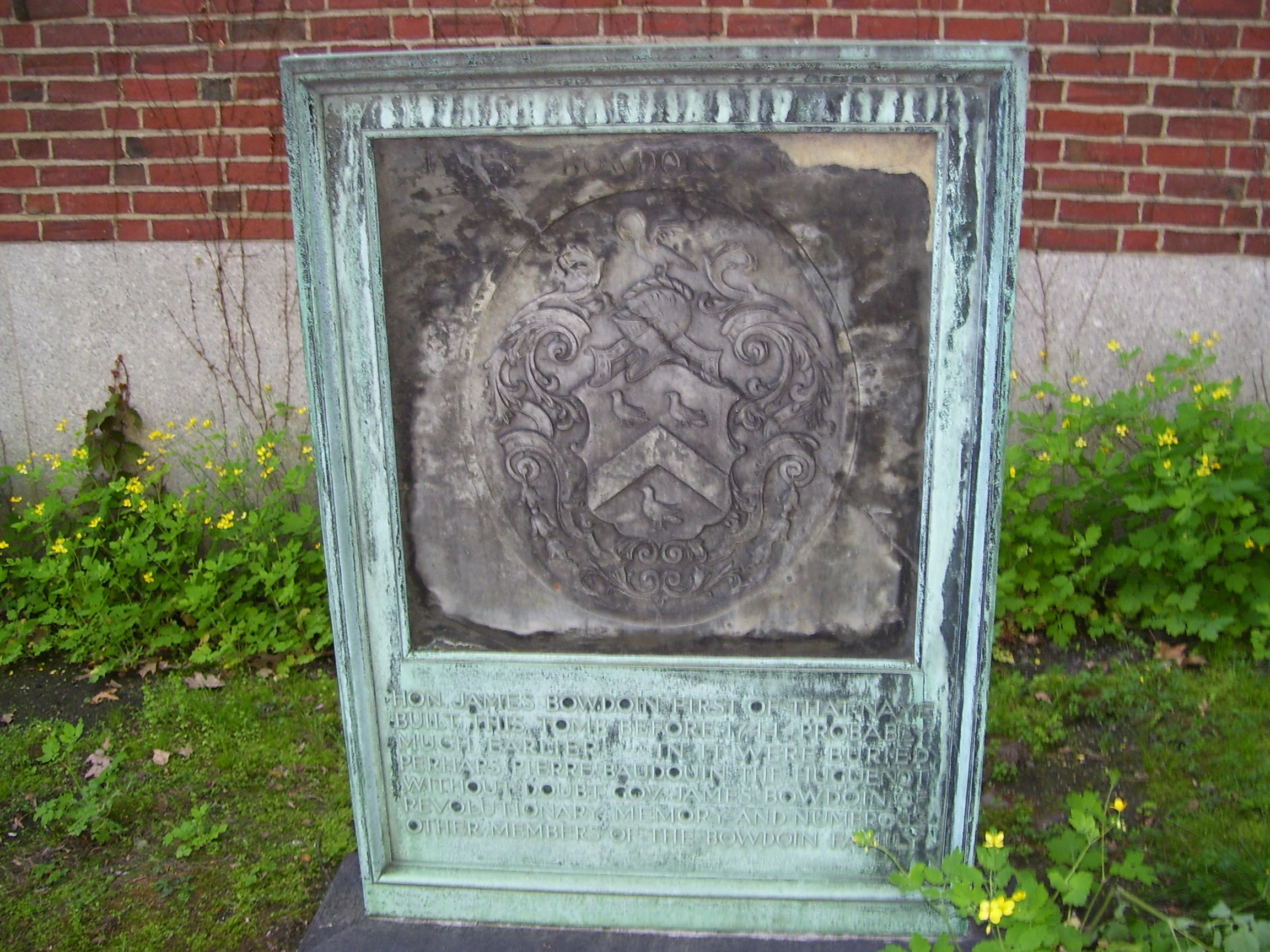
James Bowdoin之墓
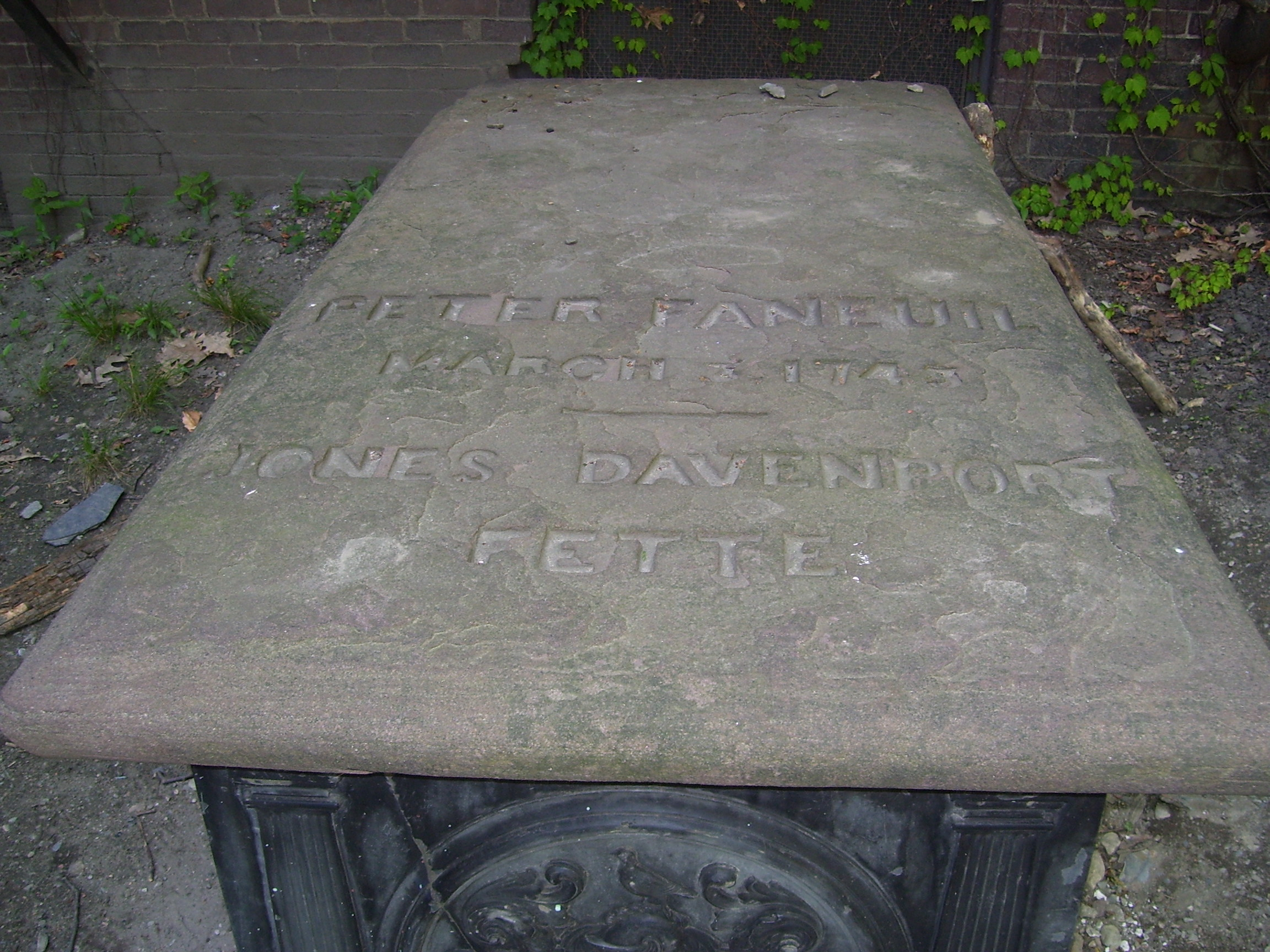
Peter Faneuil之墓
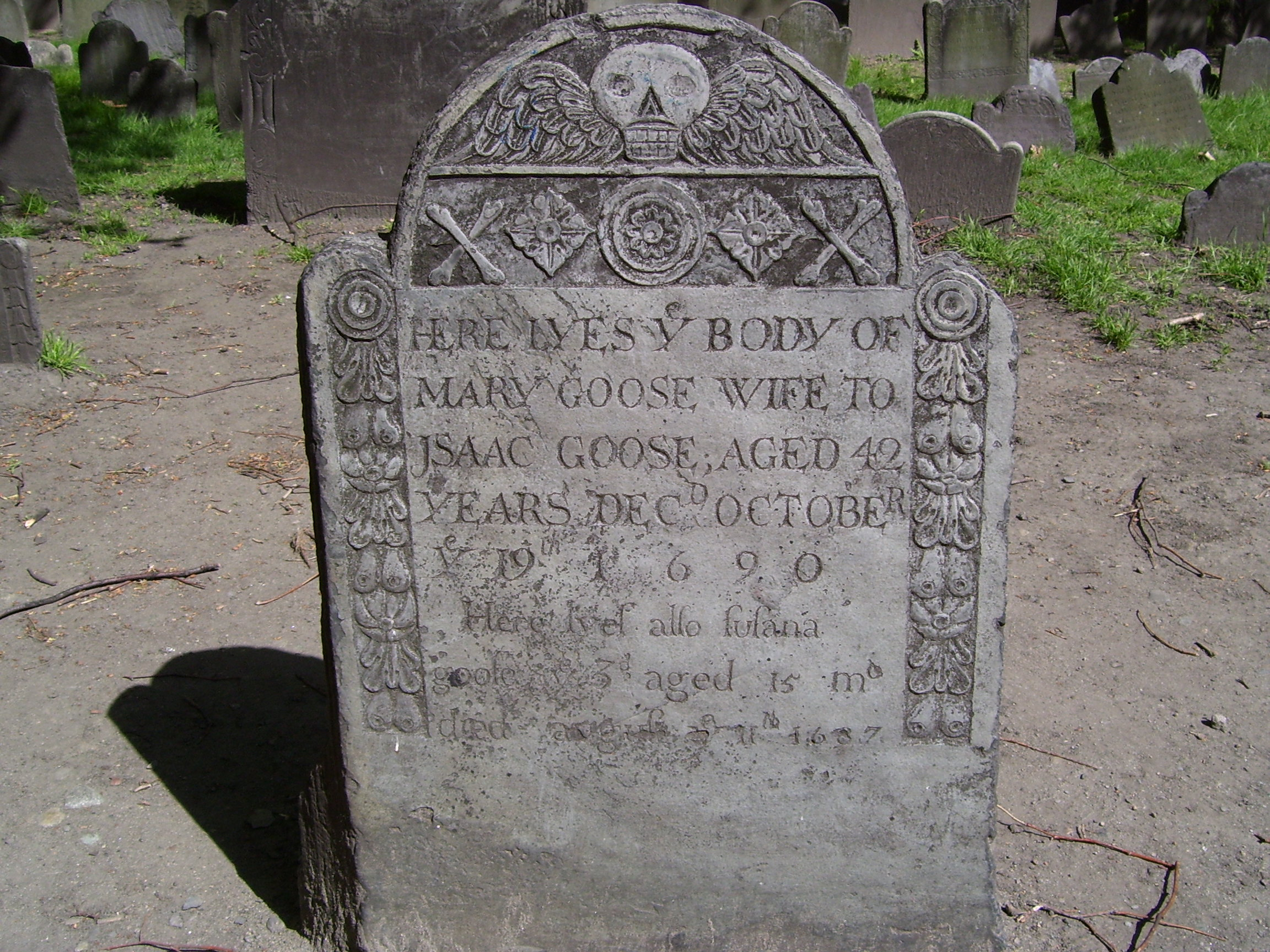
Mary Goose之墓
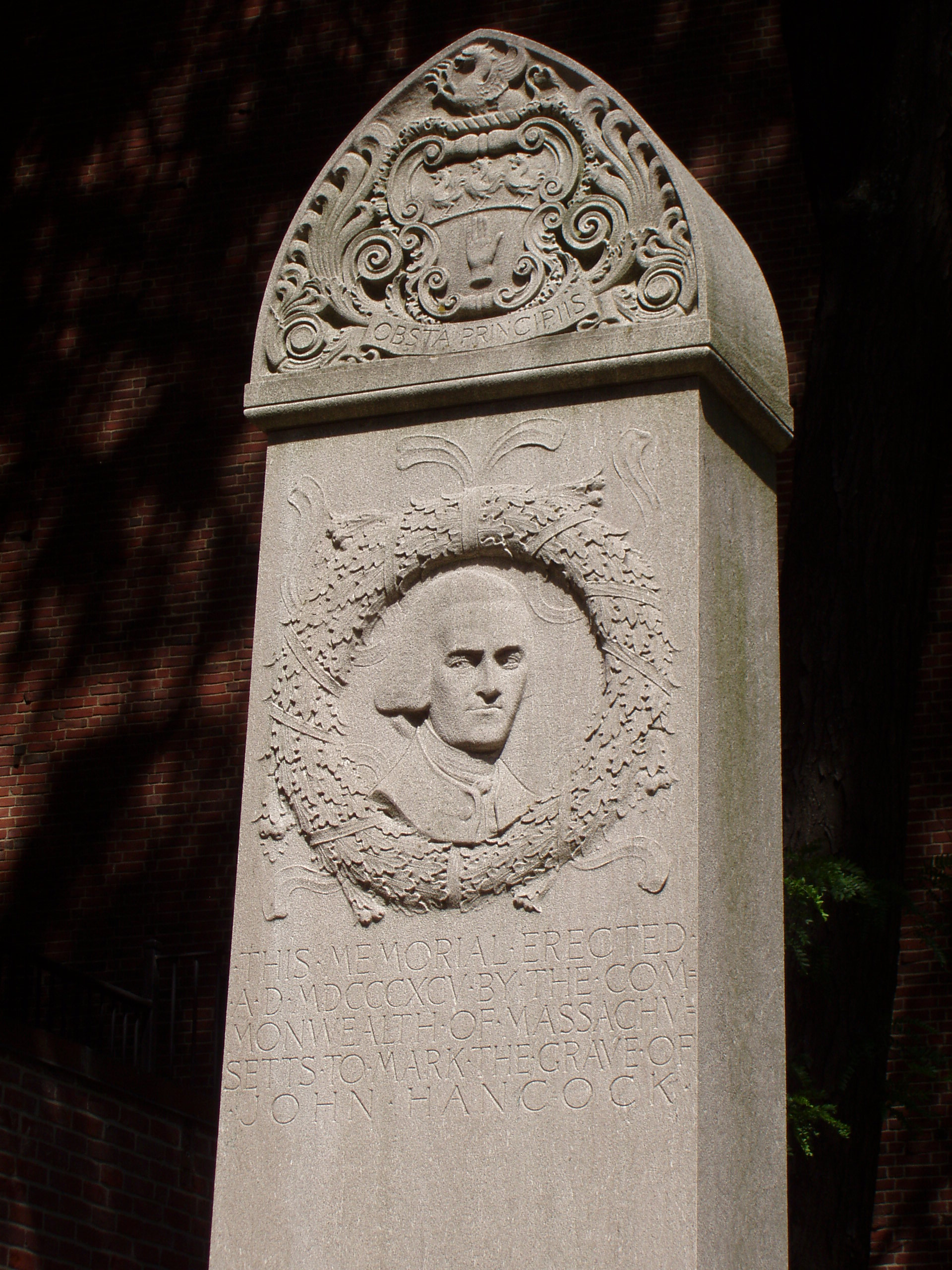
约翰·汉考克纪念碑
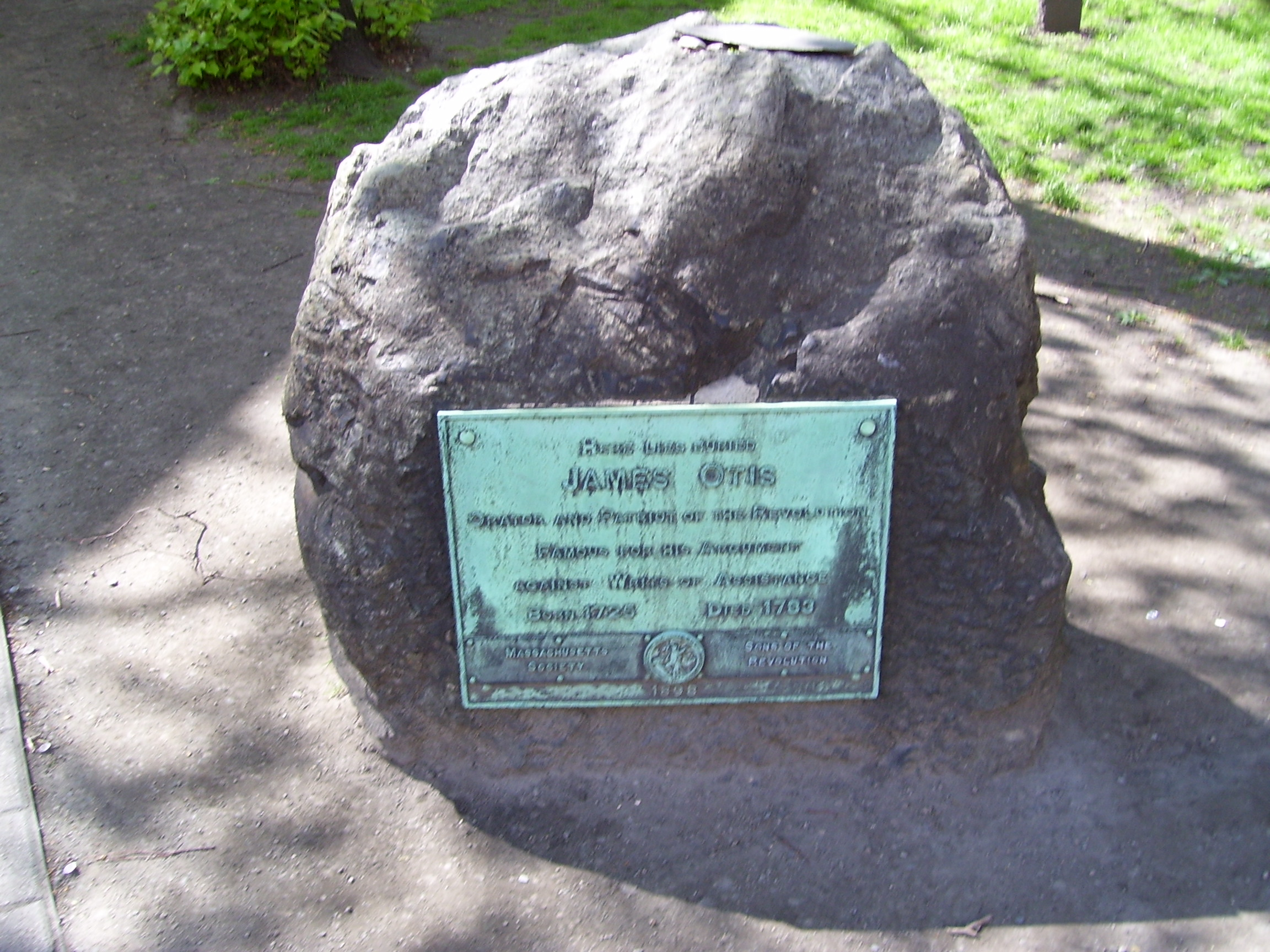
James Otis之墓
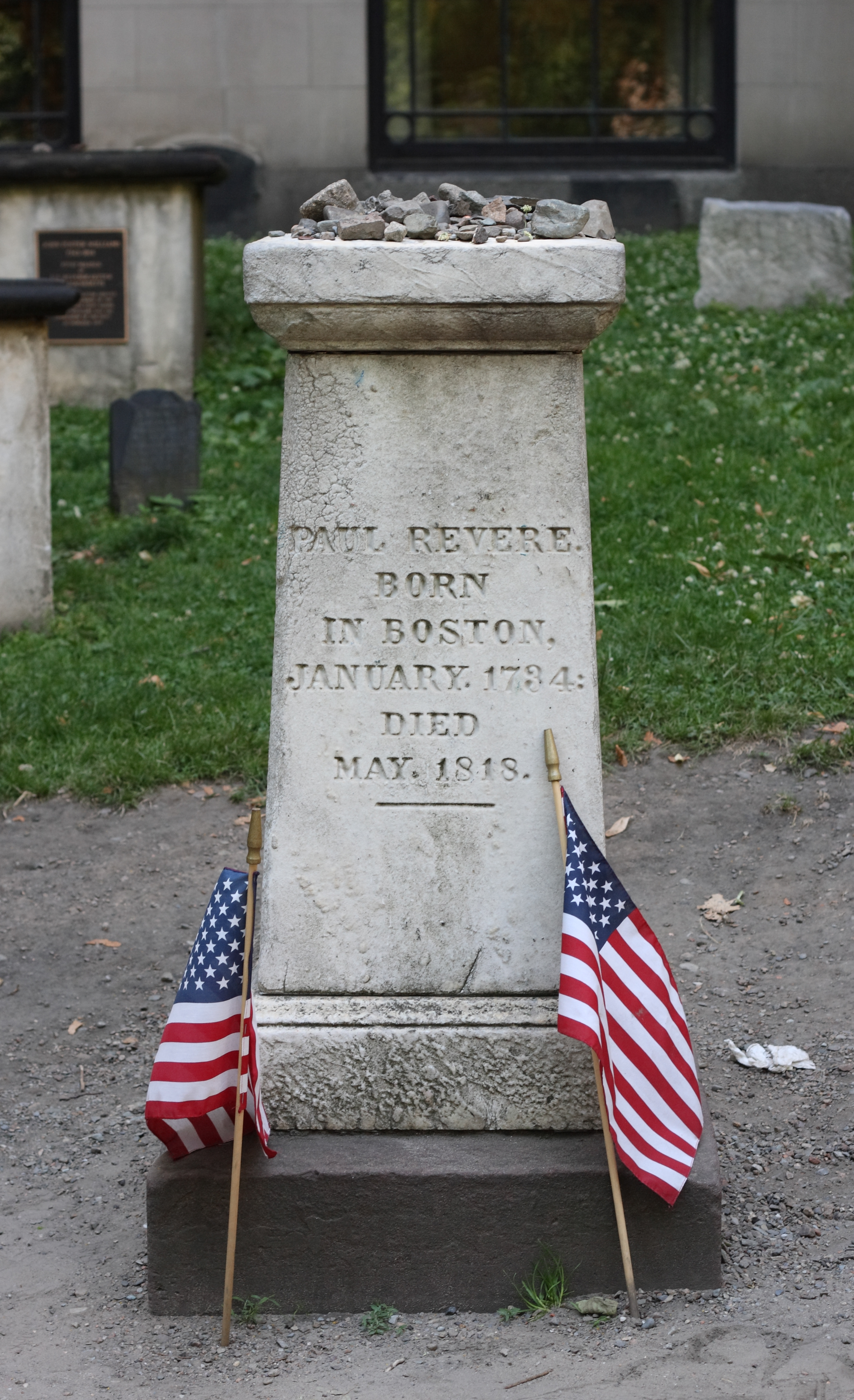
Paul Revere.
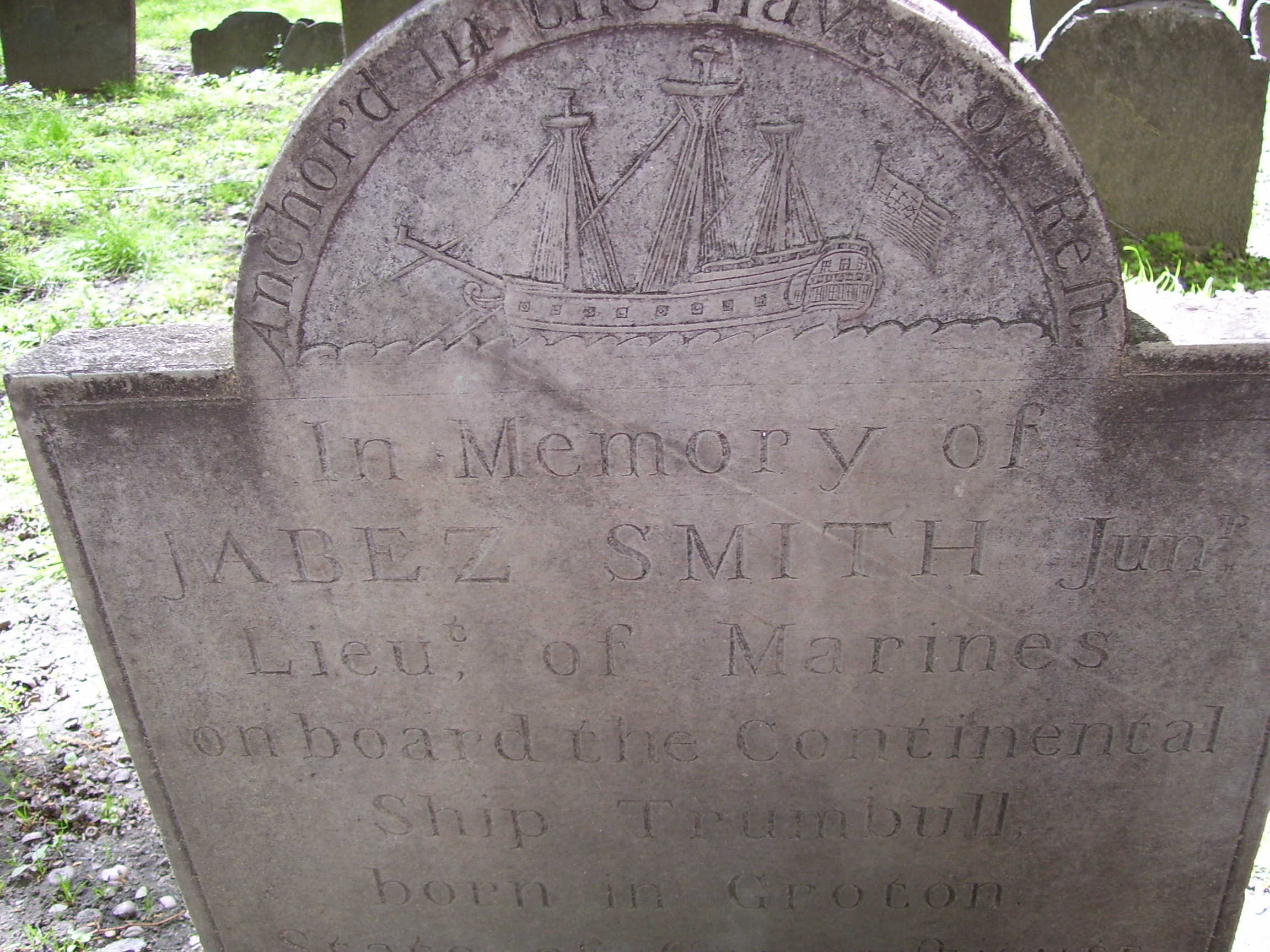
1780年美国中将Jabez Smith的墓碑（死于船上），上面有军舰Trumbull（1776）的刻画
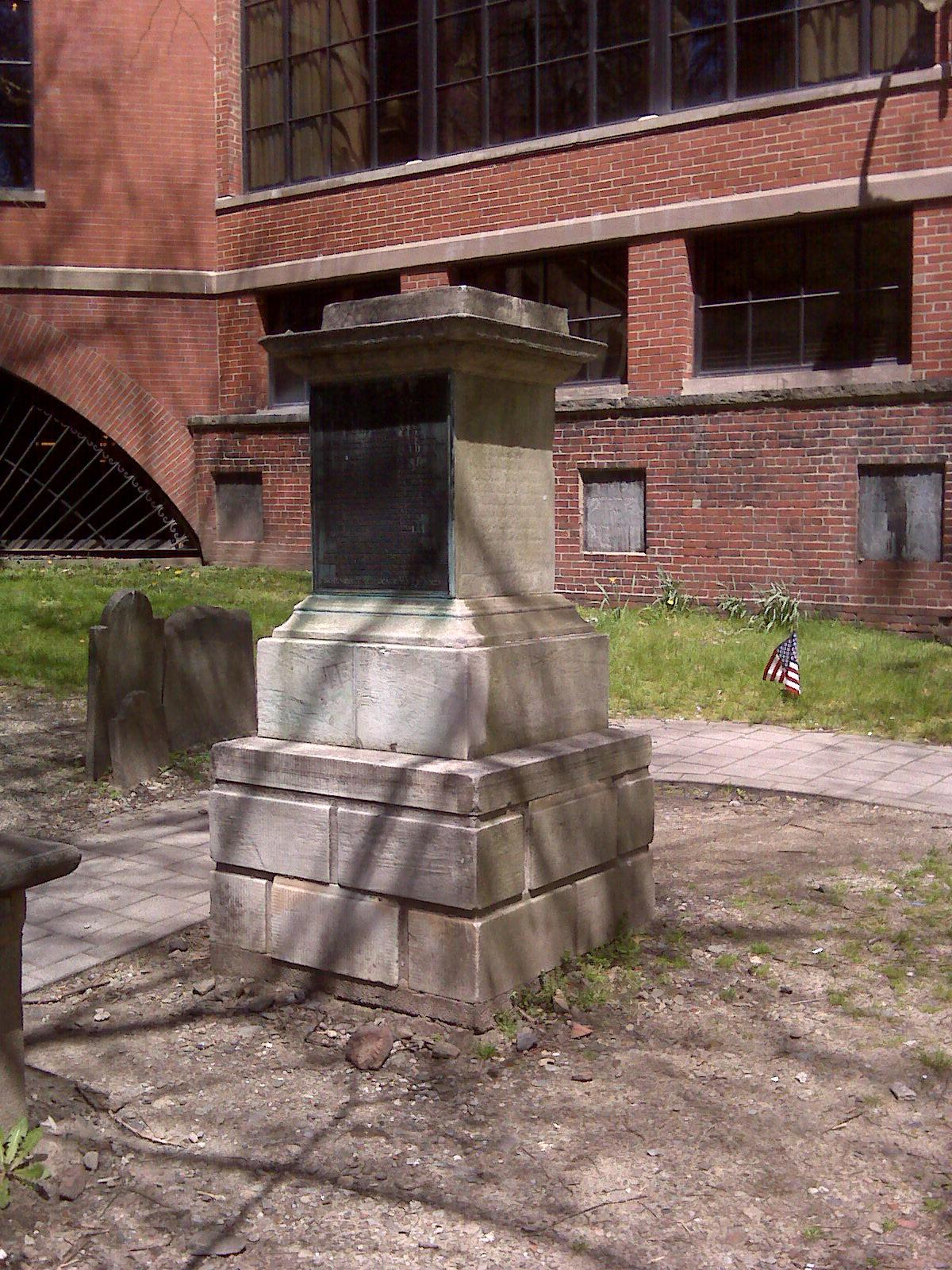
第五任马萨诸塞州州长Increase Sumner之墓
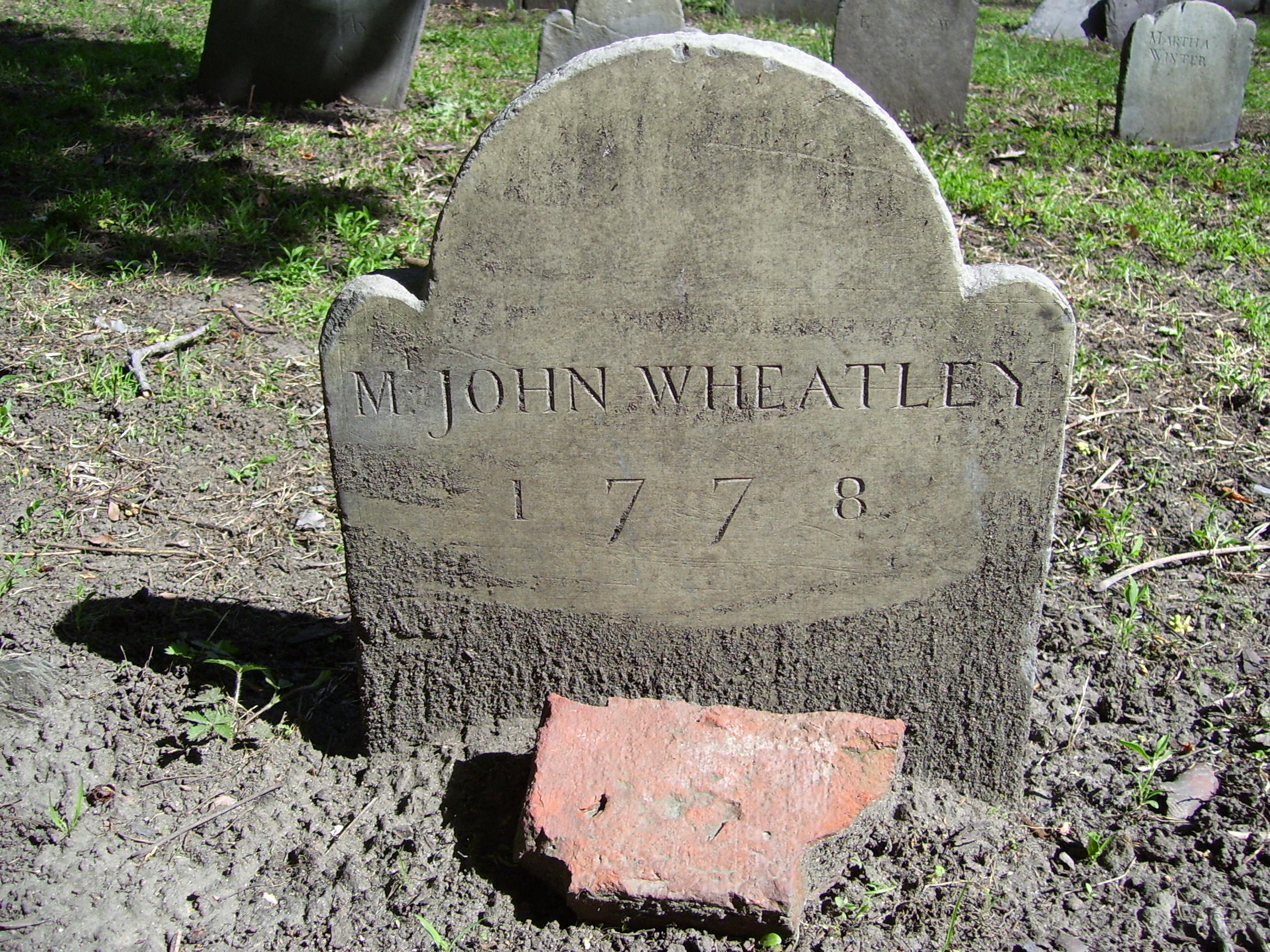
Phillis Wheatley（奴隶）的主人，John Wheatley之墓

## 信息来源
Shurtleff, Nathaniel Bradstreetl. . Boston: Boston City Council. 1871: 210–226.